# Jozef Vengloš
Jozef Vengloš (Ružomberok, 18 februari 1936 - 26 januari 2021) was een profvoetballer uit Slowakije, die zijn gehele carrière als middenvelder speelde voor ŠK Slovan Bratislava. Na zijn actieve loopbaan ging hij aan de slag als voetbalcoach.

## Trainerscarrière
Vengloš had een doctoraat in de psychologie. Hij was onder meer bondscoach van Australië, Maleisië, Tsjecho-Slowakije en Slowakije. Hij was de eerste bondscoach van Slowakije sinds de vreedzame ontmanteling van Tsjecho-Slowakije, eind 1992. Met Tsjecho-Slowakije nam hij als bondscoach deel aan het WK voetbal 1982 en het WK voetbal 1990.
| Interlands Slowakije onder leiding van Jozef Vengloš | Interlands Slowakije onder leiding van Jozef Vengloš | Interlands Slowakije onder leiding van Jozef Vengloš | Interlands Slowakije onder leiding van Jozef Vengloš | Interlands Slowakije onder leiding van Jozef Vengloš |
| №                                                    | Datum                                                | Wedstrijd                                            | Uitslag                                              | Competitie                                           |
| ---------------------------------------------------- | ---------------------------------------------------- | ---------------------------------------------------- | ---------------------------------------------------- | ---------------------------------------------------- |
| 1                                                    | 16 november 1993                                     | Slowakije – Slovenië                                 | 2 – 0                                                | Officieus duel                                       |
| 2                                                    | 2 februari 1994                                      | VA Emiraten – Slowakije                              | 0 – 1                                                | Oefeninterland                                       |
| 3                                                    | 4 februari 1994                                      | Egypte – Slowakije                                   | 1 – 0                                                | Oefeninterland                                       |
| 4                                                    | 6 februari 1994                                      | Marokko – Slowakije                                  | 2 – 1                                                | Oefeninterland                                       |
| 5                                                    | 30 maart 1994                                        | Malta – Slowakije                                    | 1 – 2                                                | Oefeninterland                                       |
| 6                                                    | 20 april 1994                                        | Slowakije – Kroatië                                  | 4 – 1                                                | Oefeninterland                                       |
| 7                                                    | 29 mei 1994                                          | Rusland – Slowakije                                  | 2 – 1                                                | Oefeninterland                                       |
| 8                                                    | 16 augustus 1994                                     | Slowakije – Malta                                    | 1 – 1                                                | Oefeninterland                                       |
| 9                                                    | 7 september 1994                                     | Slowakije – Frankrijk                                | 0 – 0                                                | EK-kwalificatie                                      |
| 10                                                   | 12 oktober 1994                                      | Israël – Slowakije                                   | 2 – 2                                                | EK-kwalificatie                                      |
| 11                                                   | 12 november 1994                                     | Roemenië – Slowakije                                 | 3 – 2                                                | EK-kwalificatie                                      |
| 12                                                   | 22 februari 1995                                     | Brazilië – Slowakije                                 | 5 – 0                                                | Oefeninterland                                       |
| 13                                                   | 8 maart 1995                                         | Slowakije – Rusland                                  | 2 – 1                                                | Oefeninterland                                       |
| 14                                                   | 29 maart 1995                                        | Slowakije – Azerbeidzjan                             | 4 – 1                                                | EK-kwalificatie                                      |
| 15                                                   | 26 april 1995                                        | Frankrijk – Slowakije                                | 4 – 0                                                | EK-kwalificatie                                      |
| 16                                                   | 8 mei 1995                                           | Slowakije – Tsjechië                                 | 1 – 1                                                | Oefeninterland                                       |
| 17                                                   | 7 juni 1995                                          | Polen – Slowakije                                    | 5 – 0                                                | EK-kwalificatie                                      |